# Abdelaziz Bouteflika
Abdelaziz Bouteflika (arabă : عبد العزيز بوتفليقة‎, n. 2 martie 1937, Oujda, Marocul francez – d. 17 septembrie 2021, Zeralda, Provincia Alger, Algeria) a fost un om politic din Algeria. Acesta a ocupat funcția de președinte al Algeriei din 1999 până în 2019, fiind astfel cel mai longeviv președinte din istoria țării.
Înalt funcționar de profesie, este ales deputat în Tlemcen în 1962 și reales în 1964. A fost ministru al Tineretului, Sportului și Turismului în primul guvern Ahmed Ben Bella, din septembrie 1962 până în septembrie 1963. Apoi îndeplinește funcția de ministru al Afacerilor Externe din septembrie 1963 până în martie 1979, în cele trei guverne Ahmed Ben Bella și în cele patru guverne Houari Boumedienne. În 1974 Bouteflika a fost președinte al Adunării Generale a Organizației Națiunilor Unite în 1974. Din martie 1979 până în iulie 1980 el a devenit ministru consilier al Președintelui Republicii în guvernul Abdelghani I.
Candidat independent, Abdelaziz Bouteflika a câștigat alegerile prezidențiale din 1999 cu 73,8% din voturi și a devenit al cincilea președinte al Republicii Algeriene Democrate și Populare pe 27 aprilie 1999 și ministru al Apărării pe 5 mai 2003. El a fost reales la primul tur de scrutin în alegerile prezidențiale din 2004 cu 85 % din voturi, iar în 2009 cu 90,2%. La alegerile din 2009 este candidatul Frontului de Eliberare Națională (FLN), în cadrul căruia este președintele de onoare din 28 ianuarie 2005. Numit candidat FLN pentru alegerile prezidențiale din 2014, el a fost reales pentru un al patrulea mandat cu 81.53 % din voturi .

## Biografie

### Viața de familie
Tatăl său, Ahmed Bouteflika, născut în 1898 în Nedroma (în regiunea Tlemcen în Algeria) emigrează în Maroc la o vârstă foarte fragedă. El are două neveste Rabia Belkaïd și Mansouriah Ghezlaoui. Aceasta din urmă dă naștere lui Abdelaziz Oujda, pe 2 martie 1937. Ahmed Bouteflika a murit în 1958. Abdelaziz Bouteflika a avut patru frați (Abdelghani, Mustapha, Abderrahim și Said Bouteflika), o sora (Latifa) și trei surori vitrege (Fatima, Yamina și Aicha). În august 1990, s-a căsătorit cu Amal Triki, fiica unui fost ambasador.

### Viața militară
În timpul războiului din Algeria, în 1956, Armata de Eliberare Națională (ALN), aripa militară a partidului Frontul Eliberării Naționale (FLN), ordonă tuturor studenților algerieni să i se alăture. Abdelaziz Bouteflika se alătură Armatei de Frontieră în Maroc la vârsta de 19 ani. El a făcut pregătirea militară la Școala de Cadre a ALN în Dar El Kebdani (în Maroc). Prima sa misiune a fost aceea de a pleda cauza ALN în fața populației din mediul rural. El s-a dedicat acestei misiuni timp de zece luni între 1957 și 1958. În 1958 a fost promovat de către Houari Boumedienne și a devenit secretar administrativ apoi secretar privat al acestuia.
În 2002 și 2005, politicianul francez Pierre Messmer, fost ministru al Armatei în perioada lui Charles de Gaulle și fost prim-ministru, îl acuză pe Bouteflika pentru că a planificat în 1962 masacrul Harkis.

### Cariera politică
În urma independenței Algeriei în septembrie 1962 Bouteflika a devenit, la 25 de ani, ministrul Tineretului și Turismului în guvernul președintelui Ahmed Ben Bella. Membru al primei Adunări Constituționale, a fost ales deputat de Tlemcen de două ori. După congresul FLN în aprilie, a fost numit membru al Comitetului Central și Biroului Politic al FLN.
Începând cu 1963 efectuează mai multe misiuni în străinătate ca ministru interimar al Afacerilor Externe. În iunie 1963 devine ministru al Afacerilor Externe. Urmează o perioadă în care ministrul de externe (atunci cel mai tânăr ministru de externe din lume ) a condus diplomația algeriană. Acesta a făcut din Algeria un purtător de cuvânt pentru țările din lumea a treia și un interlocutor privilegiat în relațiile dintre Nord și Sud. În aceeași perioadă a obținut cea mai mare consacrare a carierei sale - aceea de a prezida sesiunea Adunării Generale a Organizației Națiunilor Unite în 1974. Încheie cu Franța acordul din 27 decembrie 1968 privind forța de muncă și de ședere în Franța a cetățenilor algerieni și a familiilor lor, cea care va fi piatra de temelie a politicii de emigrare algeriene. El a păstrat postul până la moartea președintelui Houari Boumedienne.
Președintele Chadli Bendjedid îl numește ministru de stat în 1979. Totuși Bouteflika este puțin câte puțin îndepărtat de pe scena politică, pe care o părăsește în 1981. El este adus în fața comisiei de disciplină a FLN și anchetat de către Curtea de Conturi. El a deturnat echivalentul a 60 de milioane de franci, bani publici pe care i-a depus în două conturi în Elveția. Alege și el să plece în exil în Elveția.
Se întoarce în Algeria în ianuarie 1987 și participă în 1989 la Congresul de FLN, care îl alege membru al Comitetului Central. Î se propun anumite funcții de ministru, pe care însă le refuza. De asemenea i se propune să candideze în 1994 la funcția de președinte al Republicii, însa refuză și de această dată.
În decembrie 1998, el a anunțat decizia sa de a se prezenta, în calitate de candidat "independent", la alegerile prezidențiale anticipate. Bouteflika a fost ales președinte cu aproape 74% din voturi. Adversarii săi s-au retras denunțând condițiile de organizare a votului. Bouteflika îi succede astfel lui Liamine Zeroual, pe 27 aprilie 1999.

## Politica externă
Fiind el însuși diplomat de carieră, Bouteflika își dorește să reabiliteze imaginea Algeriei pe plan internațional. Acesta conduce medierea între Eritreea și Etiopia (în războiul din 1997), care este încoronat cu semnarea acordului de pace de la Alger în 2000. În ceea ce privește Sahara Occidentală, pozițiile Algeriei și ale Marocului sunt în continuare divergente, iar relațiile dintre cele două țări sunt și în prezent tensionate.
Bouteflika este de asemenea preocupat de relațiile Algeriei cu Statele Unite, cu care intenționează să coopereze în toate domeniile. După atacurile din 11 septembrie 2001, acesta propune, după o întâlnire cu președintele George W. Bush, cooperarea țării sale în lupta contra-terorismului. Acest domeniu de cooperare se dovedește a fi fructos având în vedere experiența Algeriei dobândită în timpul războiului civil.
În ceea ce privește relațiile cu Franța, întrevederea cu președintele Jacques Chirac în anul 2003 la Alger, duce la un acord pentru semnarea unui tratat de prietenie între cele două țări. Totuși votarea Legii din 23 februarie 2005 de către parlamentul francez (recunoscând, în special, rolul pozitiv al colonizării) face ca acest acord să nu mai aibă nicio finalitate.

## Problema berberă și problemele din regiunea Kabylia
Pe parcursul alegerilor prezidențiale din 1999, cele două partide politice majoritare din Kabylia (FFS și RCD), au boicotat alegerile, rata absenteismului fiind de 95% în această regiune din Algeria. Pentru a promova politica sa de armonie națională, în data de 2 septembrie 1999, Bouteflika vizitează Tizi Ouzou în fața unei mulțimi ostile. Acesta a declarat: "Dacă limba Tamazight ar trebui să devină limba națională, acesta nu va fi niciodată oficială . Dacă ar trebui să devină limba națională, acest lucru ar fi posibil printr-un referendum". Mulțimea a protestat în fața acestor declarații ale președintelui Bouteflika. În 2001, au loc revolte în Kabylia (primăvara neagră). Bouteflika consideră aceste mișcări ca fiind organizate de o putere externă. În urma represaliilor efectuate de către regim 126 de persoane mor și alte mii sunt rănite. În cele din urmă, Bouteflika își schimbă punctul de vedere făcut public în 1999 cu privire la limba Tamazight și aceasta devine limbă națională, fără un referendum .
Chiar înainte de referendumul privind reconcilierea națională în anul 2005, Bouteflika susține un discurs în Constantine: "Nu există nici o țară din lume, cu două limbi oficiale și nu va fi niciodată cazul Algeriei, unde singura limbă oficială este arabă ". Acest discurs este puternic criticat de presă și de către mișcarea berberă care-i amintește că mai multe țări din lume, cum ar fi Canada, India, Elveția, Belgia sau Africa de Sud, au mai mult de o limbă oficială. Referendumul este în cele din urmă boicotat în Kabylia, iar rata absenteismului este de 95%.
În martie 2009, în timpul campaniei electorale în Tizi Ouzou pentru cel de-al treilea mandat, Abdelaziz Bouteflika, spre deosebire de anii anteriori, are parte de o primire călduroasă, iar discursul său reprezintă o mână întinsă pentru Kabylia, un discurs de reconciliere descris ca fiind istoric în cadrul relației guvernului algerian cu regiunea kabylă. Revenind la evenimentele Primăverii Negre care au avut loc în Kabylia, Bouteflika se înclină în memoria persoanelor dispărute și le numește pentru prima oară martiri. În timpul mandatului lui Bouteflika, guvernul algerian a anunțat crearea unei Academii berbere, un consiliu superior pentru limba Tamazight și a unui nou canal public de televiziune (TV Tamazight 4).